# Carcelia malayana
Carcelia malayana är en tvåvingeart som beskrevs av Baranov 1934. Carcelia malayana ingår i släktet Carcelia och familjen parasitflugor. Inga underarter finns listade i Catalogue of Life.